# Ford Fiesta Racing Challenge
Ford Fiesta Racing Challenge es un videojuego de carreras de 2005 desarrollado y publicado por Inludo para navegador web y Windows. El juego cuenta con licencia de Ford y Top Gear. Una secuela, Ford Fiesta Racing Challenge II fue lanzada en 2006.
El juego fue producido junto con un publirreportaje en el sitio web de Top Gear, el juego estará disponible en el sitio web de Top Gear durante su parte de la campaña de lanzamiento del Ford Fiesta.

## Jugabilidad
En el juego se conduce un Ford Fiesta Sports y se puede elegir uno de los cuatro colores en los que viene el coche, como color del coche de carreras.
El juego en sí es un desafío de tiempo, donde el objetivo es dar cuatro vueltas en el mejor tiempo posible. Cuenta con una lista de puntuaciones altas, donde se muestran los 100 mejores tiempos.